# Kaya, Nam Sudan
Kaya là một thành phố ở bang Trung Equatoria, Nam Sudan.

## Vị trí
Thành phố nằm ở quận Morobo, bang Trung Equatoria, gần biên giới quốc tế với Cộng hòa Uganda. Kaya cách thành phố Yei khoảng 78 km (48 mi) về phía đông nam và thủ đô Juba 220 km về phía nam. Thị trấn phía bên kia biên giới là Oraba.

## Lịch sử
Nội chiến Sudan lần thứ hai đã từng diễn ra tại Kaya. Quân Giải phóng Nhân dân Sudan (SPLA) đã kiểm soát thị trấn trong Chiến dịch Thunderbolt vào ngày 10 tháng 3 năm 1997.